# França nos Jogos Olímpicos de Verão de 2016
França participou dos Jogos Olímpicos de Verão de 2016, que foram realizados na cidade do Rio de Janeiro, no Brasil, entre os dias 5 e 21 de agosto de 2016.

## Natação
| Atleta                                                          | Prova           | Eliminatórias | Eliminatórias | Semifinal   | Semifinal   | Final       | Final       |
| Atleta                                                          | Prova           | Tempo         | Pos.          | Tempo       | Pos.        | Tempo       | Pos.        |
| --------------------------------------------------------------- | --------------- | ------------- | ------------- | ----------- | ----------- | ----------- | ----------- |
| Marie Wattel                                                    | 100 m borboleta | 58,90         | 23º           | Não avançou | Não avançou | Não avançou | Não avançou |
| Beryl Gastaldello                                               | 100 m borboleta | 58,93         | 24º           | Não avançou | Não avançou | Não avançou | Não avançou |
| Lara Grangeon                                                   | 400 m medley    | 4:43,98       | 22º           | —           | —           | Não avançou | Não avançou |
| Fantine Lesaffre                                                | 400 m medley    | 4:44,47       | 23º           | —           | —           | Não avançou | Não avançou |
| Beryl Gastaldello Charlotte Bonnet Mathilde Cini Anna Santamans | 4 x 100 m livre | 3:36,85       | 8º Q          | —           | —           | 3:37,45     | 7º          |

| Atleta         | Prova       | Eliminatórias | Eliminatórias | Semifinal | Semifinal | Final   | Final |
| Atleta         | Prova       | Tempo         | Pos.          | Tempo     | Pos.      | Tempo   | Pos.  |
| -------------- | ----------- | ------------- | ------------- | --------- | --------- | ------- | ----- |
| Jordan Pothain | 400 m livre | 3:45,43       | 8º Q          | —         | —         | 3:49,07 | 8º    |